# Les Sœurs Hortensias
Pour plus de détails, voir Fiche technique et Distribution.
Les Sœurs Hortensias, est un film français réalisé par René Guissart et sorti en 1935. 

## Synopsis
Le père d'Aline favorise les amours extra-conjugales de sa fille avec un riche Argentin. Le mari d'Aline fait la connaissance d'une petite danseuse, Marie, qui ressemble a sa femme. Marie est la fille d'une ancienne amie du père d'Aline. Les deux jeunes femmes font un numéro de danse, l'Argentin se ruine et les époux se réconcilient.

## Fiche technique
- Titre du film : Les Sœurs Hortensias
- Réalisation : René Guissart
- Scénario : Henri Falk, d'après l'opérette[2] d'André Barde et d'Henri Duvernois, Les Sœurs Hortensia, créée en avril 1934
- Décors : René Renoux
- Photographie : René Colas, Enzo Riccioni
- Musique : Raoul Moretti[2]
  - Lyrique : J'aime ton corps et On aura tout vu, interprétées par Lucien Dorval et l'Orchestre symphonique Aubanel
- Production : René Guissart
- Société de production : Florés Films
- Pays de production :  France
- Format :  noir et blanc - 1,37:1 - 35 mm - son mono
- Genre : comédie[2]
- Durée : 100 minutes
- Date de sortie : 
  - France : 26 décembre 1935

## Distribution
- Meg Lemonnier : Aline / Marie
- Lucien Baroux : M. Marmoud
- Adrien Lamy : Roland Ombreuse
- Albert Brouett : Byg
- Robert Seller : Grabe
- Charles Camus : le maître de ballet
- Julien Carette : Mazareaud
- Renée Dennsy : Lysiane
- Lucette Desmoulins : Phryné
- Thérèse Dorny : Mme Hormenin
- René Lestelly : Pitoleano
- Suzy Delair : une femme au cabaret (non créditée)
- Marie-Jacqueline Chantal
- Guy Rapp
- Andrée Ludwig